# Osmar
Osmar (pronunciado a veces como Ósmar) es un nombre propio masculino de origen germánico, que significa ‘gloria divina’.

## Etimología e historia
El origen más común respecto a este nombre proviende de origen germánico, al igual que Óscar/Oscar y Osvaldo.
El nombre vendría de una composición de los términos as (de Æsir, nombre que recibe la principal estirpe de dioses escandinavos) más el sufijo mair, que corresponde a ‘afamado’ o ‘glorioso’ en antiguo alto alemán.
En la Inglaterra medieval, está registrada la existencia del nombre Osmaer con un significado idéntico en el idioma anglosajón desde antes del siglo VII. Hacia el siglo XI existen registros del uso del nombre en Leicestershire y Devonshire, pero a comienzos del siglo XIII su uso (y de variantes como Osman, Osmant, Osment, Osmint, Osmer y Usmar) pasó a formar parte de apellidos. El registro más temprano es de William Osmere en 1230, en Devonshire, durante el reino de Enrique III. Uno de los apellidos basados en el nombre Osmar más frecuentes en los registros históricos es Hosmer a lo largo del siglo XVI, que luego pasaría a América en 1635, cuando James Hosmer y su familia se asentaran en Nueva Inglaterra.
El apellido Osmar fue particularmente escaso. Hacia fines del siglo XIX, había cerca de una veintena de personas con el apellido en Inglaterra, principalmente nacidos en Kent, y no más de diez en los Estados Unidos.
En el mundo lusófono, el nombre Osmar es bastante común, especialmente en Brasil. En Portugal es un nombre reconocido dentro de la lista de nombres permitidos.

## Personajes célebres
- Osmar Ferreyra (n. 1983), futbolista argentino.
- Osmar Maderna (1918-1951), músico argentino.
- Osmar Schindler (1867-1927), pintor alemán.
- Osmar White (1909-1991), periodista australiano.
- Osmar Mares (n. 1987), futbolista Mexicano
- Osmar Olvera (n. 2004), clavadista Mexicano